# Bürgerliche Ehrenrechte
Als bürgerliche Ehrenrechte werden die Bürgerrechte bezeichnet, die eine Person aufgrund ihrer Staatsbürgerschaft im öffentlichen Leben in Anspruch nehmen kann. 

## Bedeutung
Der Verlust der bürgerlichen Ehrenrechte stand im strafrechtlichen Sanktionensystem als unselbständige Sanktionsform neben der Hauptstrafe, beispielsweise einer Verurteilung zum Tode oder zu einer Zuchthausstrafe. Als bloße Schmälerung der bürgerlichen Ehrenrechte unterschied sich der Verlust der bürgerlichen Ehrenrechte vom sog. bürgerlichen Tod, der den Verlust der Rechtsfähigkeit als solcher bedeutete und aus dem römischen Recht vor allem in den Code pénal von 1810 übernommen worden, im Reichsstrafgesetzbuch aber nicht vorgesehen war.
Die im Grundgesetz seit 1949 geregelte, aber praktisch bisher kaum relevante Grundrechtsverwirkung (Art. 18 GG) ist keine strafrechtliche Sanktion, sondern soll verhindern, dass bestimmte Grundrechte zum Kampf gegen die freiheitliche demokratische Grundordnung eingesetzt werden.

## Deutschland

### Reichsstrafgesetzbuch
Der Ehrverlust oder Verlust der bürgerlichen Ehrenrechte war eine Nebenstrafe im deutschen Strafrecht vor der Großen Strafrechtsreform 1969.
§ 31 RStGB bestimmte, dass die Verurteilung zu einer Zuchthausstrafe von Rechts wegen die dauernde Unfähigkeit zum Dienst in dem deutschen Heer und in der kaiserlichen Marine sowie die dauernde Unfähigkeit zur Bekleidung öffentlicher Ämter (einschließlich der Advokatur, Anwaltschaft, des Notariats, des Geschwornen- und Schöffendienstes) zur Folge hatte. Außerdem musste die Aberkennung aller bürgerlichen Ehrenrechte ausgesprochen werden bei Meineid, bei schwerer Kuppelei sowie bei gewerbs- und gewohnheitsmäßigem Wucher.
Sie konnte zudem (sog. fakultative Nebenfolge) neben einer Todesstrafe oder einer Zuchthausstrafe ausgesprochen werden, neben einer Gefängnisstrafe nur, wenn die Dauer der erkannten Strafe drei Monate erreichte und entweder das Gesetz den Verlust der bürgerlichen Ehrenrechte ausdrücklich zuließ oder die Gefängnisstrafe wegen Annahme mildernder Umstände an Stelle von Zuchthausstrafe ausgesprochen wurde (§ 32 RStGB). Dem Richter war es freigestellt, neben einer Gefängnisstrafe, mit der die Aberkennung aller bürgerlichen Ehrenrechte verbunden werden konnte, nur auf den Verlust einzelner bürgerlicher Ehrenrechte, nämlich auf die Unfähigkeit zur Bekleidung öffentlicher Ämter auf die Dauer von einem bis zu 5 Jahren, zu erkennen (§ 35 RStGB), was aber dennoch den dauernden Verlust der bisher bekleideten Ämter zur Folge hatte. 
Die Aberkennung der Ehrenrechte war ausgeschlossen bei einer Verurteilung zu Festungshaft. 
Die Hauptfälle, in denen neben Gefängnisstrafe ausdrücklich die Aberkennung der Ehrenrechte zugelassen wurde, waren:
- Diebstahl,
- Unterschlagung,
- Hehlerei,
- Erpressung,
- Urkundenfälschung,
- Geldfälschung,
- Falsche Versicherung an Eides statt,
- Blutschande,
- Kuppelei,
- widernatürliche Unzucht (ab 1935 nur noch bei Zoophilie; für schwere Homosexualität wurde nun aber Zuchthausstrafe angedroht, vgl. oben),
- Erregung öffentlichen Ärgernisses,
- Verbreitung von Pornografie (ab 1900)
- Störung der Totenruhe,
- Selbstverstümmelung zum Zweck des Untauglichmachens zum Militärdienst,
- Untreue,
- gewerbsmäßige Jagdwilderei,
- gewerbsmäßiges unerlaubtes Glücksspiel,
- Bestechung
- Wahlfälschung und
- Kauf und Verkauf von Wahlstimmen.

Die Folgen der Aberkennung der bürgerlichen Rechte waren in § 33 und § 34 StGB a. F. geregelt. Sie bewirkte den dauernden Verlust der aus öffentlichen Wahlen hervorgegangenen Rechte sowie aller öffentlichen Ämter, Würden, Titel, Orden und Ehrenzeichen. Während der Dauer konnten auch solche Ämter, Würden, Titel, Orden und Ehrenzeichen nicht erlangt werden. Ferner bewirkte die Aberkennung den Verlust der Fähigkeit, in öffentlichen Angelegenheiten zu stimmen, zu wählen oder gewählt zu werden und andere politische Rechte auszuüben; Zeuge bei Aufnahme von Urkunden zu sein; Vormund, Nebenvormund, Kurator, gerichtlicher Beistand oder Mitglied eines Familienrats zu sein, es sei denn, dass es sich um Verwandte absteigender Linie handelte und die obervormundschaftliche Behörde oder der Familienrat die Genehmigung erteilte.
Die Zeitdauer des Verlustes war in § 32 Abs. 2 StGB a. F. geregelt. Sie betrug bei zeitlich begrenzter Zuchthausstrafe mindestens zwei und höchstens zehn, bei Gefängnisstrafe mindestens ein und höchstens fünf Jahre. Diese Fristen wurden ab dem Tag berechnet, an dem die Strafe verbüßt, verjährt oder erlassen war, wobei allerdings bei Erlass nach einer Probezeit (Strafaussetzung zur Bewährung) diese einberechnet wurde (§ 36 StGB a. F.).

### Militärstrafgesetzbuch
Nach § 30 des Militär-Strafgesetzbuch für das Deutsche Reich (MStGB) waren die besonderen Ehrenstrafen gegen Personen des Soldatenstandes:
1. Entfernung aus dem Heer oder der Marine wegen Waffenunwürdigkeit (§§ 31–33 MStGB);
2. gegen Offiziere: Dienstentlassung bei Handlungen, die im Interesse der dienstlichen Autorität und der Kameradschaftlichkeit das Verbleiben im Offizierstand unmöglich machten (§§ 34–36 MStGB);
3. gegen Unteroffiziere und Gemeine: Versetzung in die zweite Klasse des Soldatenstandes (sog. Strafklasse, §§ 35–39 MStGB);
4. gegen Unteroffiziere: Degradation mit Rücktritt in den Stand der Gemeinen und dem Verlust aller durch den Dienst als Unteroffizier erworbenen Ansprüche (§§ 40, 41 MStGB.

### Nationalsozialismus
In Abkehr von den Gedanken des bürgerlich-liberalen Rechtsstaats wendete sich das völkerische Rechtsdenken dem sog. Gesinnungsstrafrecht zu. Bestraft werden sollte, wer „nach dem gesunden Volksempfinden Strafe verdient“, insbesondere „verbrecherische Angriffe gegen die völkische Gemeinschaft.“ Dem Richter wurde somit zugestanden, relativ eigenständig zu befinden, was als strafwürdige Tat zu gelten hatte – solange er sich im Rahmen der völkischen Sittenordnung bewegte und dem „gesunden Volksempfinden“ Rechnung trug.
Georg Dahm und Friedrich Schaffstein waren die bedeutsamsten Fürsprecher des NS-Ehrenstrafrechts. Dieses sollte die „Ächtung“ als Hauptstrafe vorsehen und die Todes- oder Zuchthausstrafe nur noch als Nebenstrafe nach sich ziehen. Die Ächtung sei „ein vorzügliches Mittel, um die besondere Verächtlichkeit des Volkverrats sichtbar zu machen.“ Nach den nicht umgesetzten Plänen der amtlichen Strafrechtskommission sollte der Geächtete für ehrlos erklärt werden, die deutsche Staatsangehörigkeit wie auch die Geschäftsfähigkeit einschließlich der Fähigkeit, Verfügungen von Todes wegen zu errichten, verlieren. Außerdem sollte die Ächtung mit der Vermögenseinziehung und öffentlichen Bekanntmachung einhergehen, was insgesamt zur „Vernichtung des ständischen und sozialen Daseins“ führen sollte.

### Bundesrepublik Deutschland seit 1. April 1970
Durch die Große Strafrechtsreform 1969 ist die Aberkennung der bürgerlichen Ehrenrechte als Nebenstrafe abgeschafft worden. 
Eingeführt wurde der Verlust der Amtsfähigkeit, der Wählbarkeit und des Stimmrechts für die Dauer von fünf Jahren als obligatorische Nebenfolge bei einer Verurteilung  wegen eines Verbrechens zu Freiheitsstrafe von mindestens einem Jahr (§ 45 Abs. 1 StGB) oder fakultativ für die Dauer von zwei bis zu fünf Jahren, soweit das Gesetz es besonders vorsieht (§ 45 Abs. 2, Abs. 5 StGB). Vorgesehen ist eine solche fakultative Aberkennung des aktiven und/oder  passiven Wahlrechts namentlich in einigen Normen des Staatsschutzstrafrechts. In der juristischen Literatur ist die Verfassungsmäßigkeit der §§ 45 ff. StGB umstritten. Dies betrifft sowohl die Frage, ob und inwieweit das Wahlrecht verfassungskonform durch Strafurteil entzogen werden kann als auch die Frage, ob § 45a StGB die Dauer dieses Rechtsverlustes verfassungskonform regelt.
Zwischen 2002 und 2019 sind in den Strafverfolgungsstatistiken insgesamt 20 Anordnungen gem. § 45 Abs. 2 StGB registriert. Zwischen 2017 und 2020 gab jeweils nur einen einzigen Fall pro Jahr, 2021 gar keinen Fall. Soweit jeweils ein Fall vorlag, beruhte die Aberkennung auf einem Delikt aus der Gruppe Straftaten gegen den Staat, die öffentliche Ordnung und im Amt (§ 358 StGB). Eine nähere Ausdifferenzierung, was für ein Delikt konkret Anlass zur Aberkennung gab, erfolgte nicht.
Keinen Einfluss hatte die Strafrechtsreform von 1969 auf die außerhalb des Strafrechts geregelten oder auszusprechenden Rechtsfolgen einer Verurteilung. So kann eine Straftat z. B. indirekt den Verlust der beamtenrechtlichen Versorgungsbezüge bedingen und die Aberkennung einer Promotion zur Folge haben.

### Strafgesetzbuch der DDR
§ 58 des Strafgesetzbuchs der DDR ermöglichte bis zum Inkrafttreten des Einigungsvertrags als Zusatzstrafe die „Aberkennung staatsbürgerlicher Rechte“ wegen eines Verbrechens gegen die Souveränität der Deutschen Demokratischen Republik, den Frieden, die Menschlichkeit und die Menschenrechte,  Verbrechens gegen die verfassungsmäßige Ordnung der Deutschen Demokratischen Republik oder Mordes. Die Aberkennung sollte den Verurteilten über die Dauer der Freiheitsstrafe hinaus daran hindern, diese Rechte im politischen und gesellschaftlichen Leben zu missbrauchen und ihm die Schwere des Verbrechens bewusst machen. Die Aberkennung wurde mit der Rechtskraft des Urteils wirksam, ihre Dauer vom Tage der Entlassung aus dem Vollzug an berechnet. Mit der Aberkennung verlor der Verurteilte dauernd seine aus staatlichen Wahlen hervorgegangenen Rechte, seine leitenden Funktionen auf staatlichem, wirtschaftlichem und kulturellem Gebiet sowie seine staatlichen Würden, Titel, Auszeichnungen und Dienstgrade. Für die Zeit der Aberkennung verlor der Verurteilte das Recht, in staatlichen Angelegenheiten zu stimmen, zu wählen und gewählt zu werden.
Die Dauer der Aberkennung betrug mindestens zwei und höchstens zehn Jahre, wurde in Verbindung mit lebenslanger Freiheitsstrafe aber für dauernd ausgesprochen. Bei verantwortungsbewusstem Verhalten und Bewährung durch besondere Leistungen während des Vollzugs konnte die Aberkennung auf Antrag gesellschaftlichen Organisationen und unter ihrer Mitwirkung die Kollektive der Werktätigen durch Gerichtsbeschluss verkürzt werden.
Bei Vergehen konnte der „öffentliche Tadel“ auch gegenüber Erwachsenen als die mildeste Hauptstrafe des StGB (DDR) ausgesprochen werden. Damit sprach das Gericht dem Täter „die Missbilligung seines Handelns aus, um ihn zur gewissenhaften Erfüllung seiner Pflichten gegenüber der sozialistischen Gesellschaft zu ermahnen“ (§ 37 DDR-StGB).

## Österreich
In Österreich führten Verurteilungen zu Freiheitsstrafen über einem Jahr wegen einer oder mehrerer mit Vorsatz begangenen Taten früher für sechs Monate nach Verbüßung der Strafe auch zum Verlust des Wahlrechts zum Nationalrat (§ 22 Nationalratswahlordnung a. F.), wenn die Strafe nicht bedingt nachgesehen worden war (Bewährungsstrafe). Seit dem Urteil des EGMR im Fall Frodl und einer Wahlrechtsänderung 2011 bedarf es für den Ausschluss vom Wahlrecht einer Entscheidung im Einzelfall (§ 22 Nationalratswahlordnung n. F.), eine generelle gesetzliche Regelung ist mit Art. 3 des Zusatzprotokolls zur EMRK (Recht auf freie Wahlen) unvereinbar. Außer bei bestimmten politischen Delikten ist die Aberkennung des Wahlrechts nur noch bei mehr als 5-jähriger Freiheitsstrafe möglich.
Bei Beamten führen Verurteilungen zu Freiheitsstrafen wegen einer oder mehrerer mit Vorsatz begangener strafbarer Handlungen zum Verlust des Amtes (§ 27 StGB), wenn die bedingt nachgesehene Strafe (Bewährungsstrafe) ein Jahr übersteigt, wenn die Strafe nicht bedingt nachgesehen wurde, schon, wenn sie sechs Monate übersteigt. Eine Verurteilung wegen Missbrauch eines Autoritätsverhältnisses führt immer zum Amtsverlust.

## Schweiz
In der Schweiz wurde durch Gesetz vom 18. März 1971 die generelle Aberkennung der Ehrenrechte beseitigt. Es wurde nur noch die Amtsunfähigkeit als Nebenstrafe (Art. 51 StGB) anerkannt. Auch diese Regelung wurde 2002 aufgehoben.

## Belgien
Die Verurteilung zu hohen Strafen führt zum Verlust der Titel und Ämter (bis 7. April 2026 Artikel 19, ab 8. April 2026 Artikel 47 "Aberkennung bestimmter ziviler und politischer Rechte" StGB). Der neue Artikel ermöglicht auch die Aberkennung des Wahlrechts.